# Bloemrijk grasland van het zand- en veengebied
Bloemrijk grasland van het zand- en veengebied is een natuurdoeltype en komt voor op de Hogere zandgronden, laagveengebieden, duingebieden en afgesloten zeearmen. Het natuurdoeltype bestaat uit kruidenrijk grasland. Het natuurdoeltype heeft een vochtige tot matig droge bodem nodig en vergt een diepe grondwaterstand. Het natuurdoeltype stelt als randvoorwaarde dat het zelden tot nooit overstroomd. De bodem is zwak zuur tot neutraal en mesotroof tot meso-eutroof. Het natuurdoeltype komt in de meeste gevallen voor op moerige eerdgronden en op veldpodzolgronden. De vegetatie wordt gevoed door regenwater, grondwater en oppervlaktewater. Het natuurdoeltype vergt een oppervlakte van 2.5 ha om in stand gehouden te kunnen worden.

## Plantengemeenschappen
Binnen het natuurdoeltype bloemrijk grasland van het zand- en veengebied kunnen meerdere plantengemeenschappen voorkomen. Deze plantengemeenschappen hoeven niet allemaal voor te komen om het natuurdoeltype te bereiken.
| Nederlandse naam                                              | Wetenschappelijke naam                                                      |
| ------------------------------------------------------------- | --------------------------------------------------------------------------- |
| associatie van schapengras en tijm                            | Festuco-Thymetum                                                            |
| associatie van vetkruid en tijm                               | Sedo-Thymetum                                                               |
| glanshaver-associatie                                         | Arrhenatheretum elatioris                                                   |
| kamgrasweide                                                  | Lolio-Cynosuretum                                                           |
| rompgemeenschap met grote vossenstaart en echte koekoeksbloem | RG Alopecurus pratensis-Silene flos-cuculi-[Alopecurion pratensis/Calthion] |
| associatie van waterpeper en tandzaad                         | Polygono-Bidentetum                                                         |
| wormkruid-associatie                                          | Tanaceto-Artemisietum                                                       |

## Subtype
Het natuurdoeltype bloemrijk grasland van het zand- en veengebied kent drie verschillende subtypen: glanshaverhooiland van het zand- en veengebied, kamgrasweide van het zand- en veengebied en Bloemrijk weidevogelgrasland van het zand- en veengebied. De eerste twee subtypen verschillen alleen qua beheer van elkaar. glanshaverhooiland van het zand- en veengebied wordt namelijk gemaaid en kamgrasweide van het zand- en veengebied beweid. Bloemrijk weidevogelgrasland van het zand- en veengebied is een mengen van de andere twee subtype wat ontstaat door extensieve jaarrondbegrazing.